# Aster alpejski

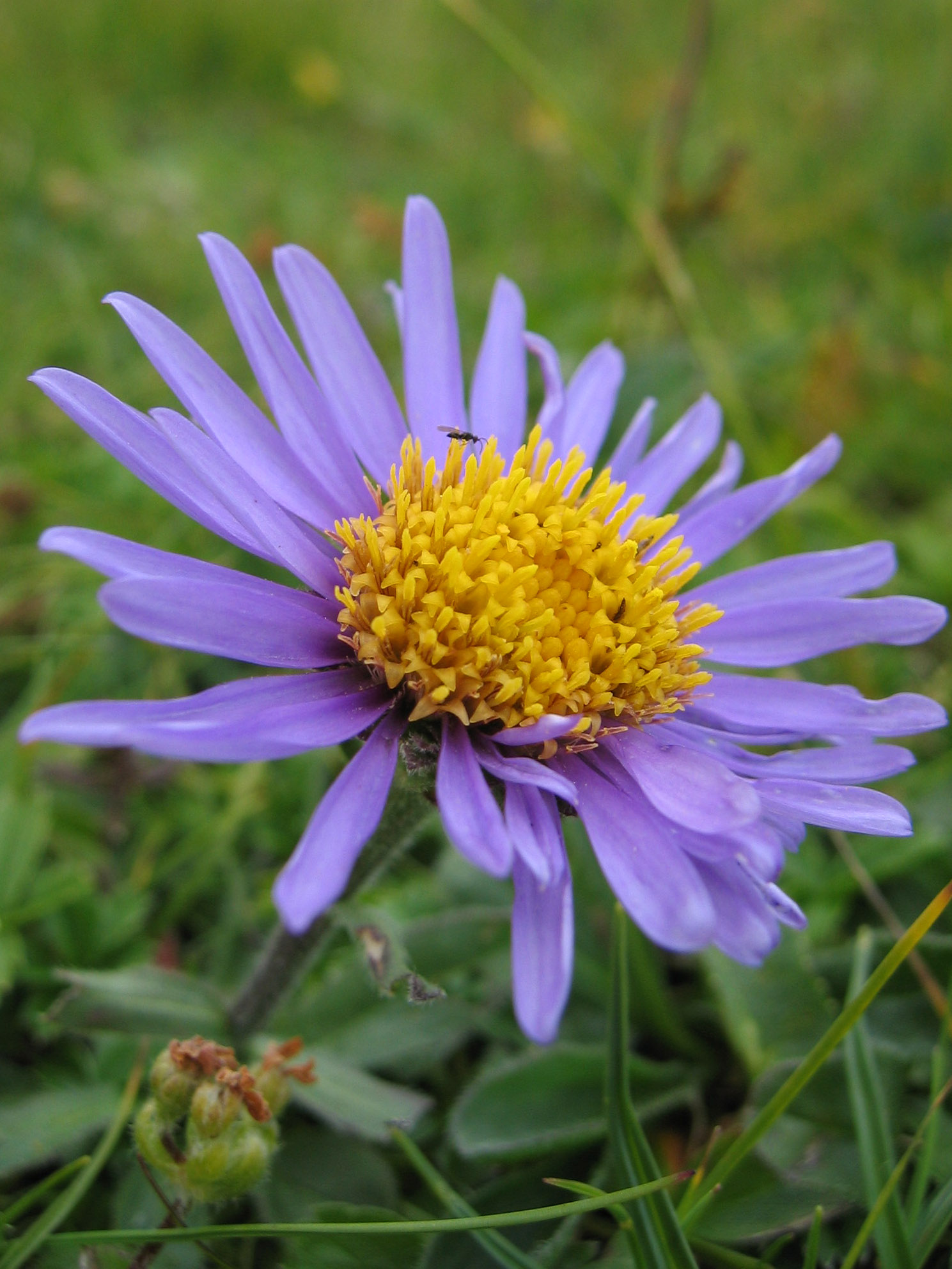

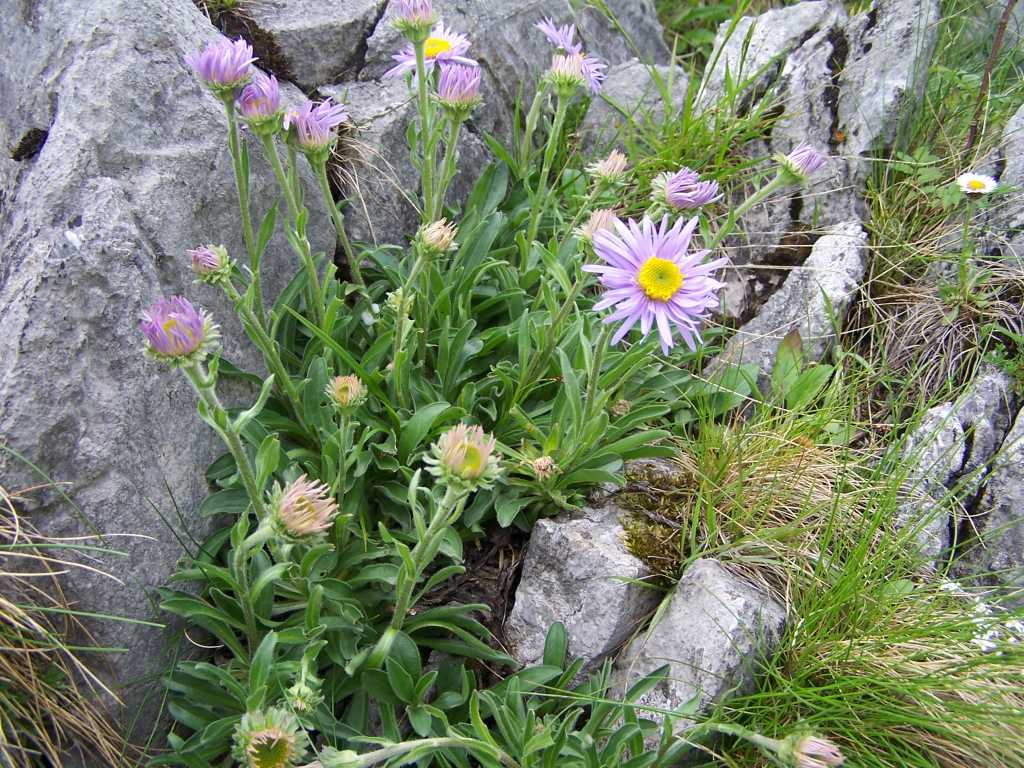
Aster alpejski na skale Piec na Hali Upłaz w Tatrach

Aster alpejski (Aster alpinus L.) – gatunek rośliny z rodziny astrowatych. Jego zasięg obejmuje strefę klimatu okołobiegunowego na półkuli północnej oraz obszary górskie Europy, Azji i Ameryki Północnej. W Polsce rośnie tylko w Tatrach i Pieninach. Roślina uprawiana jest jako ozdobna.

## Morfologia
PokrójRoślina zielna, z grubym, rozgałęzionym kłączem, w dolnej części drewniejącym, w górnej przesłoniętym resztami liści. Wyrastają z niego rozety liści odziomkowych i pędy kwiatonośne.
ŁodygaWzniesiona lub podnosząca się, wysokości zazwyczaj od 10 do 20 cm, rzadziej nieco niższa lub wyższa. W dole słabo owłosiona i często czerwono nabiegła, w górze silniej owłosiona (przylegająco lub nieco odstająco), zielona i pod kwiatostanem zazwyczaj nieco zgrubiała.
LiścieOdziomkowe łopatkowe lub klinowate, krótkoogonkowe. Wyrastające skrętolegle liście łodygowe są lancetowate, siedzące. Wszystkie liście są całobrzegie i silnie owłosione.
KwiatyKwiaty języczkowe fioletowe, rurkowate żółte, zebrane w koszyczki umieszczone pojedynczo na szczytach łodyg. Koszyczki te mają zieloną okrywę z wąskich, lancetowatych listeczków. Zewnętrzne, języczkowe kwiaty w koszyczku to kwiaty żeńskie, wewnętrzne, żółte, to kwiaty męskie. Kwiaty żeńskie mają jeden słupek, ich języczki wycięte są w 2-3 ząbki.
OwoceDrobne niełupki z puchem kielichowym.

## Biologia i ekologia
Bylina. Przedprątne kwiaty zapylane przez błonkoskrzydłe kwitną od maja do czerwca. Owoce rozsiewane są przez wiatr (Roślina wiatrosiewna). Siedlisko: w górach rośnie na skalnych półkach, w szczelinach skał i u ich podnóża, na żwirku wapiennym lub niskich murawach, na stanowiskach słonecznych lub półcienistych. Roślina wapieniolubna i ciepłolubna, w związku z tym dużo częściej występuje na południowej stronie skał. Jej pionowy zasięg wynosi w polskich Tatrach do 2000 m n.p.m. W Alpach ta górska roślina rośnie aż do wysokości 3195 m n.p.m.

## Zastosowanie i uprawa
ZastosowanieJest uprawiany jako roślina ozdobna do ogródków skalnych. Jest w pełni mrozoodporny (strefy mrozoodporności 3-9). Wyhodowano wiele odmian ozdobnych o różnych barwach, m.in.: 'Albus', 'Dunkle Schőne', 'Pinkie'. Odmiana 'Trimix' ma wysokość do 20 cm i trójkolorowe kwiaty: białe, różowe i niebieskie
UprawaWymaga gleby przepuszczalnej i przeciętnie wilgotnej, najlepiej o obojętnym odczynie. Stanowisko powinno być słoneczne. Rozmnaża się go najczęściej z nasion, które wysiewa się w kwietniu lub lipcu w inspektach, roślinę do gruntu wysadza się we wrześniu. Można też pozyskiwać sadzonki ze starszych, dobrze rozrośniętych kęp.